# Llano River
Der Llano River (von spanisch llano = Ebene, Flachland) ist ein etwa 183 km langer rechter Nebenfluss des texanischen Colorado River. 

## Verlauf
Der Fluss entsteht am Zusammenfluss seiner beiden Quellflüsse North Llano River und South Llano River bei Junction. Er fließt in überwiegend östlicher Richtung. Der Llano River mündet nahe der Siedlung Kingsland in den Lake Lyndon B. Johnson, einen Stausee des Colorado. Der Fluss fließt auf seinem Weg durch die texanischen Countys Kimble, Mason und Llano in ostnordöstlicher Richtung, bis er kurz hinter der Stadt Llano für die letzten etwa 30 km vor der Mündung nach Südosten abbiegt.

## Geschichte
Zum Zeitpunkt der ersten Erforschung des Llanos durch Europäer, Domingo Ramón 1711, Pedro de Rábago y Terán 1754 und José Mares 1787/88, lebten im zentralen Texas um den Fluss die Sana Indianer, ein Stamm der Tonkawa, nach diesen wurde der Fluss Río de los Chanes bzw. Sanas benannt, seinen heutigen Namen erhielt er später im 19. Jahrhundert, kurz bevor um die Mitte des 19. Jahrhunderts erste europäischstämmige Siedler im Tal des Llano siedelten, als erste kamen von Fredericksburg ausgehend deutschstämmige Siedler, in den 1850er-Jahren entstanden dann mit Castell, Hedwigs Hill und Llano die ersten städtischen Siedlungen. In den 1870er-Jahren entstanden um die neue Eisenbahnlinie die Siedlungen Kingsland und Junction. Doch war auch zum Jahrtausendwechsel ein Großteil des Flusses unerschlossen.

## North und South Llano River
Der North Llano River entspringt im zentralen Sutton County und fließt für etwa 40 km in östlicher Richtung bis zum Zusammenfluss mit dem South Llano River; wichtige Zuflüsse sind der etwa 13 km lange „Stark Creek“ (Quelle bei ⊙, Mündung in den North Llano bei ⊙), der 27 km lange „Maynard Creek“ (Quelle bei ⊙, Mündung bei ⊙), der „Copperas Creek“, der mit seinem längsten Quellzufluss, dem East Copperas Creek, 45 km lang ist und der 20 km lange „Bear Creek“, der mit seinem längsten Quellzufluss, dem West Bear Creek 41 km lang ist (Quelle des Bear Creek bei ⊙, des West Bear Creek bei ⊙; Mündung in den North Llano bei ⊙).
Der South Llano River entspringt im nordwestlichen Edwards County und fließt für etwa 49 km in nordöstlicher Richtung bis zum Zusammenfluss mit dem North Llano River.
Der South Llano River gilt – neben dem Colorado – als einer der Kandidaten für den „San Clemente“ genannten Fluss, an dem der spanische Forschungsreisende Juan Domínguez de Mendoza 1683 für sechs Wochen verweilte.
Am Zusammenfluss mit dem North Llano hat der South Llano eine durchschnittliche Abflussmenge von 2,10 m³/s. Wichtige Zuflüsse sind der 24 km lange „Cedar Creek“, der bei Junction in den Lake Junction mündet, der 55 km lange „Paint Creek“ (Quelle bei ⊙, Mündung in den South Llano bei ⊙), sowie die „Seven Hundred Springs“ (⊙), wo in einem Karstgebiet aus Kalksteinhöhlen zahlreiche Quellen austreten, die zusammen die elftgrößte Quelle des Staates Texas bilden.
Am South Llano wurde 1990 der 2 km² große South Llano River State Park eingerichtet, der ein wichtiges Brutgebiet des Rio-Grande-Truthahns (Meleagris gallopavo intermedia) darstellt.

## Natur
Der Llano River und seine beiden Quellflüsse sind wenig erschlossen und großteils im Naturzustand. Ihre Betten graben sie überwiegend durch solides Gestein (überwiegend Granit und Kalkstein). Sie sind das Jagdgebiet zahlreicher Greifvögel, wie Weißkopf- und Steinadler, sowie zahlreicher Eisvögel und Habichtartige. Das klare und bergflussartige Wasser wird von Kanu- und Raftingsportlern und auch von Anglern wegen seines Fischreichtums (hauptsächlich Barsch-Arten) geschätzt.